# 岩手県道21号花泉藤沢線

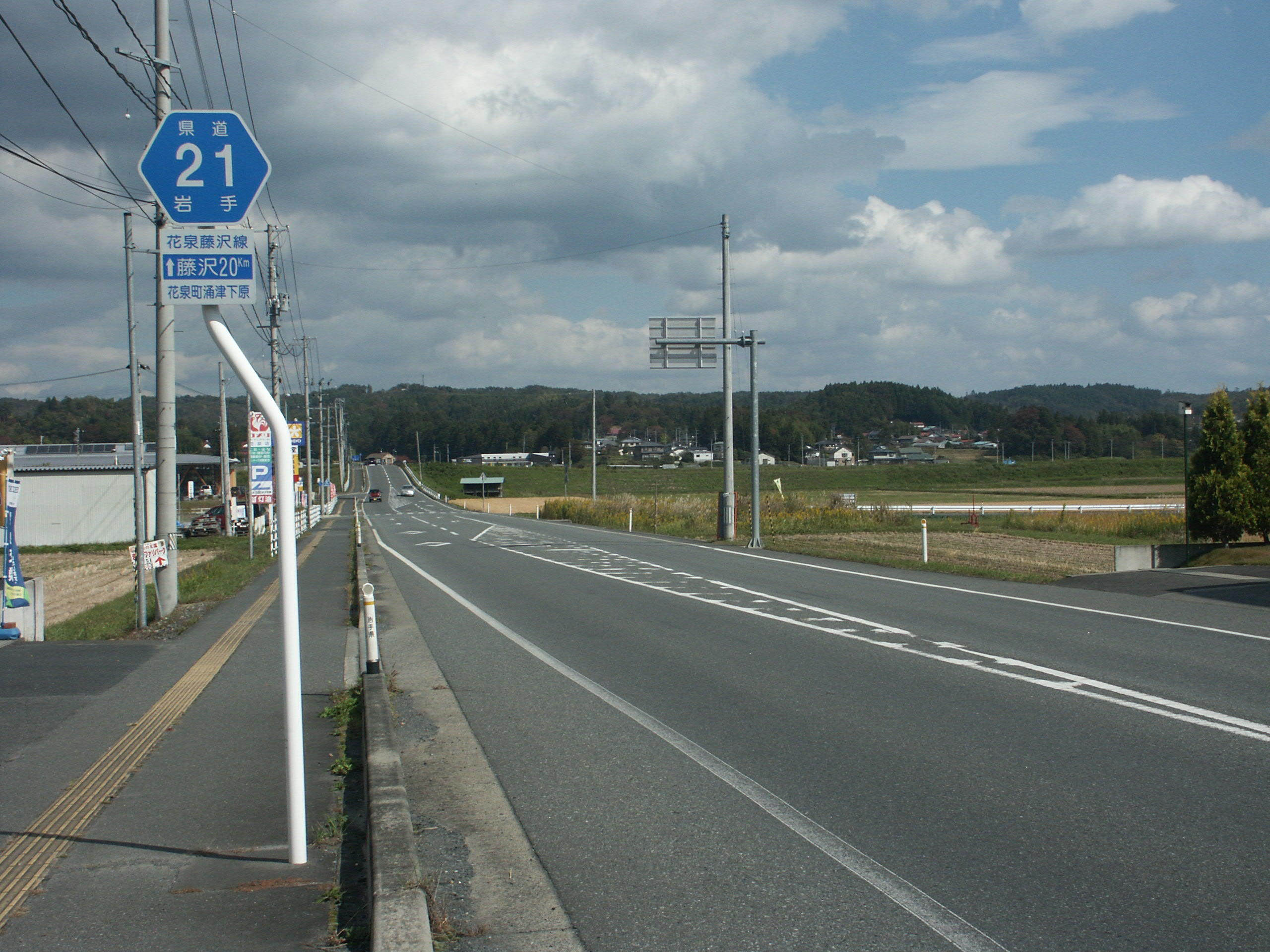
一関市花泉町涌津付近

岩手県道21号花泉藤沢線（いわてけんどう21ごう はないずみふじさわせん）は、岩手県一関市花泉町から一関市藤沢町に至る県道（主要地方道）である。

## 概要

### 路線データ
- 実延長：18,101.4 m[1]
- 起点：一関市花泉町老松字水沢279番地先[2]（国道342号・岩手県道183号若柳花泉線交点）
- 終点：一関市藤沢町[1]（国道456号交点）

## 歴史
- 1959年（昭和34年）3月31日 - 藤沢花泉停車場線として県道に認定される[3]。
- 1976年（昭和51年）4月1日 - 県道藤沢花泉停車場線の一部が、花泉藤沢線として建設省（現・国土交通省）から主要地方道の指定を受ける[4]。
- 1976年（昭和51年）10月1日 - 花泉藤沢線として県道に認定される[1]。
- 1993年（平成5年）5月11日 - 建設省により改めて主要地方道の指定を受ける[5]。
- 2005年（平成17年）8月27日 - 花泉中心部をバイパスする新道（老松工区）が開通する[6]。
- 2016年（平成28年）10月14日 - 国道342号のバイパスが開通したことにより、起点の位置が一関市花泉町若松字水沢の国道342号交点に変更される[2]。

## 路線状況

### 重複区間
- 一関市花泉町日形字町裏 - 一関市花泉町日形字中神：岩手県道239号白崖弥栄線

## 地理

### 通過する自治体
- 一関市

### 交差する道路
- 国道342号・岩手県道183号若柳花泉線（一関市花泉町老松字水沢）
- 岩手県道239号白崖弥栄線・白崖方面（一関市花泉町日形字町裏）
- 岩手県道239号白崖弥栄線・弥栄方面（一関市花泉町日形字中神）
- 宮城県道・岩手県道189号東和薄衣線（一関市藤沢町黄海字天沼）
- 宮城県道・岩手県道188号綱木黄海線（一関市藤沢町黄海字上場）
- 国道456号（一関市藤沢町藤沢字町）